# Miami (Krisma)
Miami è  il nono singolo del duo italiano Krisma, pubblicato nel 1982 come primo estratto dal loro quarto album Clandestine Anticipation.

## Descrizione
Il singolo è stato pubblicato in due diverse edizioni, entrambe in formato 12", destinate l'una al mercato spagnolo, l'altra a quello statunitense. L'edizione spagnola è stata pubblicata dalla casa discografica Flush! Records con numero di catalogo 549 019, stampata e distribuita dalla Hispavox con copyright della CGD e recanti le due tracce Miami sul lato A e Samora Club sul lato B. L'edizione statunitense è invece stata pubblicata dalla Atlantic Records, per il mercato ufficiale con numero di catalogo 0-89980 e in edizione promo con numero di catalogo DMD 359, recanti ambedue tre tracce: Miami sul lato A e Miami Reprise e Samora sul lato B. Questa edizione è stata editata da John Luango e masterizzata da Jose Rodriguez.
Miami, inoltre, è stata pubblicata, oltre che nell'album e nei due 12", anche come retro di un'edizione promozionale del singolo successivo Water, su 12" a 33 dalla CGD e destinato alla distribuzione italiana, e nel raro EP promo su doppio 12" Clandestine Anticipation.

## Tracce
12" Spagna
1. Miami – 6:57 (Christina Moser, Maurizio Arcieri)
2. Samora Club – 3:27 (Christina Moser, Maurizio Arcieri)

Durata totale: 10:24
12" USA
1. Miami – 5:55 (Christina Moser, Maurizio Arcieri)
2. Miami Reprise – 3:40 (Christina Moser, Maurizio Arcieri)
3. Samora – 3:23 (Christina Moser, Maurizio Arcieri)

Durata totale: 12:58

## Crediti
- Christina Moser - voce
- Maurizio Arcieri - voce